# Jordi Arrese
Jordi Arrese i Castañé (ur. 29 sierpnia 1964 w Barcelonie) – hiszpański tenisista, reprezentant w Pucharze Davisa, srebrny medalista igrzysk olimpijskich z Barcelony (1992).

## Kariera tenisowa
Kariera zawodowa Arrese przypadła na lata 1982–1996.
W listopadzie 1991 roku zajmował najwyższą pozycję w rankingu światowym w karierze – 23.; w rankingu deblowym najwyżej był u schyłku kariery, na pozycji nr 62. w sierpniu 1995 roku. Wygrał łącznie 6 turniejów rangi ATP World Tour w grze pojedynczej i 4 w grze podwójnej. Specjalizował się w grze z głębi kortu, jego ulubioną nawierzchnią było podłoże ziemne.
W 1986 roku był w półfinale turnieju w Nicei. W 1987 roku w drodze do 3 rundy w wielkoszlemowym French Open wyeliminował czołowego gracza amerykańskiego, Brada Gilberta. W 1988 roku dotarł do półfinału prestiżowego turnieju w Hamburgu, rok później był w półfinale w Rzymie oraz po raz pierwszy w finale, w Madrycie. W lutym 1989 roku debiutował w reprezentacji w Pucharze Davisa w meczu (zwycięskim) z Meksykiem. Arrese wygrał jeden mecz w grze pojedynczej oraz jeden przegrał.
W 1990 roku Hiszpan wygrał pierwsze turnieje ATP World Tour – w San Remo i Pradze. Także dwa turnieje wygrał w kolejnym sezonie (Madryt i brazylijskie Búzios). Trzy dalsze finały – Genua, Hilversum i Ateny – zapewniły mu najwyższe miejsce w karierze w rankingu światowym.
W sezonie 1992 Arrese odniósł jeden z największych sukcesów w karierze. Dotarł do finału gry pojedynczej na igrzyskach olimpijskich w Barcelonie. W ostatnim meczu turnieju nie sprostał Szwajcarowi Marcowi Rossetowi przegrywając 6:7, 4:6, 6:3, 6:4, 6:8. W tym samym sezonie wygrał piąty turniej w karierze – w Atenach – oraz dotarł do finału w Hilversum. Po raz drugi i ostatni wystąpił także w reprezentacji w Pucharze Davisa – zdobył punkt w pojedynku o pozostanie w grupie światowej przeciwko Izraelowi.
W 1993 roku Hiszpan ponownie triumfował w Atenach. W kolejnych latach nie odnosił już większych sukcesów w grze pojedynczej, docierając nadal najdalej do ćwierćfinałów i półfinałów turniejów.
Nie zerwał kontaktów z tenisem po zakończeniu kariery, od 2003 roku był kapitanem reprezentacji w Pucharze Davisa. W 2004 roku poprowadził zespół do zdobycia trofeum, ale rok później, po znacznie mniej udanym sezonie (Hiszpanie przegrali w 1 rundzie kolejnej edycji rozgrywek, a dalsze prawo gry w grupie światowej uzyskali dopiero po zwycięskich barażach z Włochami) został zwolniony z funkcji kapitana przez krajową federację.

### Finały w turniejach ATP World Tour
| Legenda                                      |
| -------------------------------------------- |
| Wielki Szlem                                 |
| Igrzyska olimpijskie                         |
| Tennis Masters Cup / ATP Finals              |
| ATP Masters Series / ATP Tour Masters 1000   |
| ATP International Series Gold / ATP Tour 500 |
| ATP International Series / ATP Tour 250      |

#### Gra pojedyncza (6–6)
| Końcowy wynik | Nr | Data                 | Turniej   | Nawierzchnia | Przeciwnik          | Wynik finału               |
| ------------- | -- | -------------------- | --------- | ------------ | ------------------- | -------------------------- |
| Finalista     | 1. | 17 września 1989     | Madryt    | Ceglana      | Martín Jaite        | 3:6, 2:6                   |
| Zwycięzca     | 1. | 5 sierpnia 1990      | San Remo  | Ceglana      | Juan Aguilera       | 6:2, 6:2                   |
| Zwycięzca     | 2. | 12 sierpnia 1990     | Praga     | Ceglana      | Nicklas Kulti       | 7:6, 7:6                   |
| Zwycięzca     | 3. | 5 maja 1991          | Madryt    | Ceglana      | Marcelo Filippini   | 6:2, 6:4                   |
| Finalista     | 2. | 23 czerwca 1991      | Genua     | Ceglana      | Carl-Uwe Steeb      | 3:6, 4:6                   |
| Finalista     | 3. | 28 lipca 1991        | Hilversum | Ceglana      | Magnus Gustafsson   | 7:5, 6:7(2), 6:2, 1:6, 0:6 |
| Finalista     | 4. | 6 października 1991  | Ateny     | Ceglana      | Sergi Bruguera      | 5:7, 3:6                   |
| Zwycięzca     | 4. | 3 listopada 1991     | Búzios    | Ceglana      | Jaime Oncins        | 1:6, 6:4, 6:0              |
| Finalista     | 5. | 26 lipca 1992        | Hilversum | Ceglana      | Karel Nováček       | 2:6, 3:6, 6:2, 5:7         |
| Finalista     | 6. | 8 sierpnia 1992      | Barcelona | Ceglana      | Marc Rosset         | 6:7, 4:6, 6:3, 6:4, 6:8    |
| Zwycięzca     | 5. | 11 października 1992 | Ateny     | Ceglana      | Sergi Bruguera      | 7:5, 3:0 krecz             |
| Zwycięzca     | 6. | 10 października 1993 | Ateny     | Ceglana      | Alberto Berasategui | 6:4, 3:6, 6:3              |

#### Gra podwójna (4–6)
| Końcowy wynik | Nr | Data             | Turniej    | Nawierzchnia | Partner            | Przeciwnicy                        | Wynik finału  |
| ------------- | -- | ---------------- | ---------- | ------------ | ------------------ | ---------------------------------- | ------------- |
| Finalista     | 1. | 16 czerwca 1985  | Bolonia    | Ceglana      | Alberto Tous       | Paolo Canè Simone Colombo          | 5:7, 4:6      |
| Zwycięzca     | 1. | 13 lipca 1986    | Bordeaux   | Ceglana      | David de Miguel    | Ronald Agénor Mansur Bahrami       | 7:5, 6:4      |
| Zwycięzca     | 2. | 13 sierpnia 1989 | Praga      | Ceglana      | Horst Skoff        | Petr Korda Tomáš Šmíd              | 6:4, 6:4      |
| Zwycięzca     | 3. | 4 sierpnia 1991  | San Marino | Ceglana      | Carlos Costa       | Christian Miniussi Diego Pérez     | 6:3, 3:6, 6:3 |
| Finalista     | 2. | 29 sierpnia 1993 | Umag       | Ceglana      | Francisco Roig     | Filip Dewulf Tom Vanhoudt          | 4:6, 5:7      |
| Finalista     | 3. | 14 sierpnia 1994 | San Marino | Ceglana      | Renzo Furlan       | Neil Broad Greg Van Emburgh        | 4:6, 5:7      |
| Finalista     | 4. | 18 września 1994 | Bukareszt  | Ceglana      | José Antonio Conde | Wayne Arthurs Simon Youl           | 4:6, 4:6      |
| Finalista     | 5. | 18 czerwca 1995  | Oporto     | Ceglana      | Àlex Corretja      | Tomás Carbonell Francisco Roig     | 3:6, 6:7      |
| Finalista     | 6. | 6 sierpnia 1995  | Kitzbühel  | Ceglana      | Wayne Arthurs      | Francisco Montana Greg Van Emburgh | 7:6, 3:6, 6:7 |
| Zwycięzca     | 4. | 13 sierpnia 1995 | San Marino | Ceglana      | Andrew Kratzmann   | Pablo Albano Federico Mordegan     | 7:6, 3:6, 6:2 |